# Aproksymanta
Aproksymanta, zmienna proxy – zmienna, statystycznie związana z pewną zmienną nieobserwowalną (zależność symptomatyczna), wykorzystywana w analizie statystycznej zamiast niej.

## Przykład
Jeśli pewna obserwowalna zmienna X zależy od nieobserwowalnej zmiennej A, przy czym A wpływa również na inną obserwowalną zmienną Z (czyli Z jest symptomem A), to możemy badać zmienność A na podstawie korelacji X i Z. Przykładem takiej zależności w ekonomii jest związek inflacji i bezrobocia z (nieobserwowalnym bezpośrednio) poziomem nastrojów gospodarczych.